# Roca de la Mare de Déu dels Desemparats

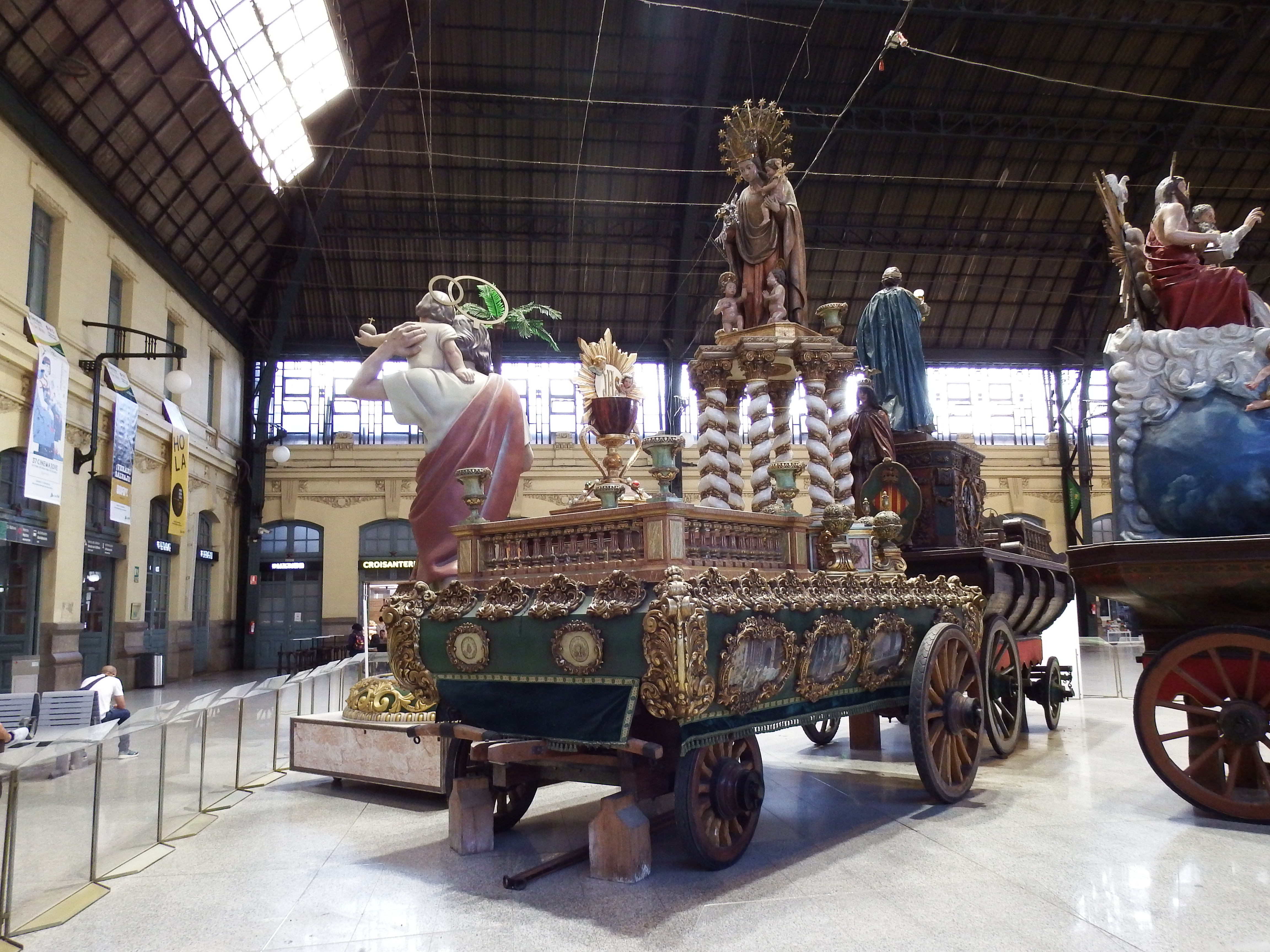
La roca resguardada a l'Estació del Nord durant les obres a la Casa de les Roques de 2022

La Roca de la Mare de Déu dels Desemparats és una de les roques de les festivitats del Corpus Christi de la ciutat de València.

## Història
L'addició de aquesta roca en 1995 va estar motivada per la celebració del cinquè centenari de la advocació de la Mare de Déu dels Desemparats.
Dissenyada per Vicent Marín, va ser finançada per l'Ajuntament de València i l'empresa Sociedad de Agriculores de la Vega de Valencia, llavors contratista de part dels serveis de neteja pública de la ciutat.

## Descripció
La imatge de la Mare de Déu està basada en la que es conserva a la Capella del Capitulet, al carrer de l'Hospital, és a dir, sense els mants ni la llarga cabellera, però conservant la doble Corona Reial i largues abracades al gust barroc, el Nen Jesús amb la Creu al seu braç esquerre i dos innocents als seus peus.
Els medallons representen al·lusions a la protecció de la Mare de Déu als valencians des de la fundació de la Confraría de "Sancta Maria dels Ignoscens" -titular originària de la Capella del Capitulet- en 1414 pel Pare Jofré.
La balaustrada va ser feta en fibra de vidre por l'empresa Vicente Luna Cerveró Valencia, c. b. La seua altura és de 30 centímetres.